# That's a Plenty
That's a Plenty es el segundo álbum de estudio del grupo vocal estadounidense The Pointer Sisters. Fue publicado el 13 de febrero de 1974 a través de Blue Thumb Records. El álbum coincide con las apariciones de The Pointer Sisters en el Caesars Palace de Las Vegas.

## Recepción de la crítica
Un escritor no especificado de la revista Cash Box escribió: “Las armonías fuertes y las voces individuales son el fuerte del cuarteto y «Salt Peanuts» es una muestra perfecta de lo que se trata el LP”. Un escritor no especificado de la revista Billboard escribió: “El carácter distintivo y la individualidad de las hermanas brillan a través de este segundo LP en términos de grabar una pieza de Dixieland y apoyarse en el canto de jazz scat como dos fuentes de inspiración. [...] The Pointers han sido capaces de hacerse un nombre retrocediendo en el tiempo para utilizar estilos musicales antiguos. La canción que da nombre al álbum es, naturalmente, la pieza de Dixieland”.

## Galardones
| Año  | Premio         | Categoría             | Resultado | Ref.  |
| ---- | -------------- | --------------------- | --------- | ----- |
| 1974 | Premios Grammy | Mejor Diseño de Álbum | Nominado  | [ 4 ] |

## Lista de canciones
| Lado uno |                                     |                                                       |          |  |
| N.º      | Título                              | Escritor(es)                                          | Duración |  |
| 1.       | «Bangin' on the Pipes / Steam Heat» | Jeffrey Cohen, Bruce Good / Richard Adler, Jerry Ross | 5:39     |  |
| 2.       | «Salt Peanuts»                      | Dizzy Gillespie, Kenny Clarke, Good, Cohen            | 5:10     |  |
| 3.       | «Grinning in Your Face»             | Son House                                             | 4:49     |  |
| 4.       | «Shaky Flat Blues»                  | June Pointer, Anita Pointer, Bonnie Pointer           | 4:41     |  |
| 5.       | «That's a Plenty / Surfeit, U.S.A.» | Ray Gilbert, Lew Pollack / Cohen, Good                | 3:42     |  |

| Lado dos |                            |                                            |          |  |
| N.º      | Título                     | Escritor(es)                               | Duración |  |
| 1.       | «Little Pony»              | Neal Hefti, Jon Hendricks, Dave Lambert    | 4:43     |  |
| 2.       | «Fairytale»                | A. Pointer, B. Pointer                     | 5:04     |  |
| 3.       | «Black Coffee»             | Paul Francis Webster, Sonny Burke          | 6:07     |  |
| 4.       | «Love in Them There Hills» | Kenneth Gamble, Leon Huff, Roland Chambers | 8:30     |  |

## Posicionamiento
| Gráfica (1974)                            | Pico de posición |
| ----------------------------------------- | ---------------- |
| Australia (Kent Music Report)             | 79               |
| Estados Unidos (Billboard Top LPs & Tape) | 82               |
| Estados Unidos (Billboard Soul LPs)       | 33               |

## Certificaciones y ventas
| País                  | Certificación | Ventas  |
| --------------------- | ------------- | ------- |
| Estados Unidos (RIAA) | Oro           | 500 000 |